# Тривожні небеса
Триво́жні небеса́ (англ. Turbulent Skies) — американський бойовик 2010 року.

## Сюжет
Після гучної авіакатастрофи, причиною якої стала помилка пілота, власники компанії з виробництва систем безпілотного управління літаками зрозуміли, що кращого моменту для виходу на ринок їм не знайти. У таємниці від розробника боси компанії влаштовують для інвесторів ознайомлювальний політ, управляти яким буде нова, ще не випробувана система без допомоги людини. Тепер те, що призначене забезпечити безпеку пасажирів, стало для них смертельною загрозою.

## У ролях
- Каспер ван Дін — Том
- Бред Дуріф — Річард
- Ніколь Еггерт — Саманта
- Патрік Малдун — Чарльз
- Тед Монте — перший співробітник Петерсон
- Марк Ентікнап — Купер
- Джералд Вебб — другий помічник генерала
- Тоні Едейр — Бетті
- Тереза Барбоза — Мелінда
- Келвін Бартлетт — генерал Колдвелл
- Сірі Барук — Трейсі
- Стен Блай — Роджер
- Джейсон Кук — Джон Вілсон
- Тріш Кук — репортер
- Марк Костелло — Гарднер
- Джон Л. Кертіс — помічник
- Бен Десчейн — пілот
- Ніна Ферен — Ненсі Картер
- Майкл Галйо — людина 2
- Валері К. Гарсія — пасажир
- Метт Гейдос — людина 4
- Саммер Харлоу — людина 3
- Харан Джексон — Тейлор
- Анджела Лендіс — людина 1
- Кінсі МакЛін — Джиммі
- Ренді Малкі — репортер
- Брю Мюллер — Пауелл
- Келлі Нунан — Сьюзан
- Девід Новак — Стівенс
- Кім Пармон — Джанет
- Ерін Пікетт — VIP
- Тімі Пруліер — Пет
- Тодд Сенофонт — капітан Таггарт
- Роберт Р. Шафер — Джексон
- Майкл Свон — капітан Ленкфорд
- Андре Тардю — Малкольм
- Памела Велворт — Міріам Картер